# Record d'Europe de natation messieurs du 200 mètres nage libre
Progression du record du monde de natation sportive messieurs pour l'épreuve du 100 mètres nage libre en bassin de 50 et 25 mètres.

## Bassin de 50 mètres
| Temps            | Athlète                   | Naissance | Âge | Nationalité          | Compétition                         | Lieu        | Date              |
| ---------------- | ------------------------- | --------- | --- | -------------------- | ----------------------------------- | ----------- | ----------------- |
| 1 min 49 s 55    | Michael Gross             | 1964      | 18  | Allemagne de l'Ouest | Championnats du monde               | Guayaquil   | 1982              |
| 1 min 49 s 30    | Sven Lodziewski           | 1965      | 18  | Allemagne de l'Est   |                                     | Gera        | 1983              |
| 1 min 48 s 28    | Michael Gross             | 1964      | 19  | Allemagne de l'Ouest |                                     | Hanovre     | 1983              |
| 1 min 47 s 87    | Michael Gross             | 1964      | 19  | Allemagne de l'Ouest | Championnats d'Europe               | Rome        | 22 août 1983      |
| 1 min 47 s 55    | Michael Gross             | 1964      | 20  | Allemagne de l'Ouest | Championnats d'Allemagne de l'Ouest | Munich      | 8 juin 1984       |
| 1 min 47 s 44    | Michael Gross             | 1964      | 20  | Allemagne de l'Ouest | Jeux olympiques (f)                 | Los Angeles | 29 juillet 1984   |
| 1 min 46 s 69 RM | Giorgio Lamberti          | 1969      | 20  | Italie               | Championnats d'Europe               | Bonn        | 15 août 1989      |
| 1 min 46 s 58    | Pieter van den Hoogenband | 1978      | 21  | Pays-Bas             | Championnats des Pays-Bas           | Eindhoven   | 19 décembre 1999  |
| 1 min 45 s 35 RM | Pieter van den Hoogenband | 1978      | 22  | Pays-Bas             | Jeux olympiques (d)                 | Sydney      | 17 septembre 2000 |
| 1 min 45 s 35 RM | Pieter van den Hoogenband | 1978      | 22  | Pays-Bas             | Jeux olympiques (f)                 | Sydney      | 18 septembre 2000 |
| 1 min 44 s 89    | Pieter van den Hoogenband | 1978      | 24  | Pays-Bas             | Championnats d'Europe               | Berlin      | 2 août 2002       |
| 1 min 44 s 88    | Paul Biedermann           | 1986      | 23  | Allemagne            | Mare Nostrum (f)                    | Monte-Carlo | 14 juin 2009      |
| 1 min 44 s 71    | Paul Biedermann           | 1986      | 23  | Allemagne            | Championnats d'Allemagne (f)        | Berlin      | 28 juin 2009      |
| 1 min 43 s 65    | Paul Biedermann           | 1986      | 23  | Allemagne            | Championnats du monde (d)           | Rome        | 27 juillet 2009   |
| 1 min 42 s 00 RM | Paul Biedermann           | 1986      | 23  | Allemagne            | Championnats du monde (f)           | Rome        | 28 juillet 2009   |

## Bassin de 25 mètres
| Temps            | Athlète                   | Naissance | Âge | Nationalité | Compétition               | Lieu   | Date             |
| ---------------- | ------------------------- | --------- | --- | ----------- | ------------------------- | ------ | ---------------- |
| 1 min 43 s 64    | Giorgio Lamberti          | 1969      | 21  | Italie      |                           | Bonn   | 11 février 1990  |
| 1 min 42 s 46    | Pieter van den Hoogenband | 1978      | 23  | Pays-Bas    | Championnats d'Europe (f) | Anvers | 16 décembre 2001 |
| 1 min 42 s 45    | Pieter van den Hoogenband | 1978      | 25  | Pays-Bas    |                           | Berlin | 26 janvier 2003  |
| 1 min 41 s 89    | Pieter van den Hoogenband | 1978      | 25  | Pays-Bas    | Championnats d'Europe (f) | Dublin | 14 décembre 2003 |
| 1 min 40 s 83 RM | Paul Biedermann           | 1986      | 22  | Allemagne   | Coupe du monde (f)        | Berlin | 16 novembre 2008 |
| 1 min 39 s 37 RM | Paul Biedermann           | 1986      | 23  | Allemagne   | Coupe du monde (f)        | Berlin | 15 novembre 2009 |